# Roswell, New Mexico
Roswell, New Mexico es una serie de televisión de ciencia ficción y drama estadounidense basada en la serie de libros Roswell High creada por Melinda Metz. La serie fue adaptada para The CW por Carina Adly Mackenzie, y es producida por Amblin Entertainment, My So-Called Company, y Bender Brown Productions en asociación con Warner Bros. Television y CBS Television Studios. La filmación se lleva a cabo en Las Vegas, Nuevo México; Nevada; y Santa Fe, Nuevo México.
La serie presenta un elenco basado en personajes de Roswell High, con Jeanine Mason en el papel de Liz Ortecho, la narradora de la serie; Nathan Parsons como Max Evans, Michael Vlamis como Michael Guerin, Lily Cowles como Isobel Evans-Bracken, Tyler Blackburn como Alex Manes, Heather Hemmens como Maria DeLuca, Michael Trevino como Kyle Valenti, Trevor St. John como Jesse Manes, y Karan Oberoi como Noah Bracken.
La serie debutó el 15 de enero de 2019 con críticas mixtas. El 24 de abril de 2019, The CW renovó la serie para una segunda temporada, que se estrenó el 16 de marzo de 2020. El 7 de enero de 2020, antes del estreno de la segunda temporada, la serie fue renovada para una tercera temporada, que se estrenó el 26 de julio de 2021. El 3 de febrero de 2021, la serie fue renovada para una cuarta temporada, que se estrenará el 6 de junio de 2022. En mayo de 2022, se anunció que la cuarta temporada sería la última.

## Sinopsis
Después de regresar a su ciudad natal en Roswell, Nuevo México, la hija de inmigrantes indocumentados descubre que su enamorado adolescente es un alienígena que ha mantenido sus habilidades sobrenaturales ocultas toda su vida. Ella protege su secreto mientras los dos se reconectan, pero cuando un ataque violento apunta a una mayor presencia alienígena en la Tierra, la política del miedo y el odio amenaza con exponerlo.

## Elenco y personajes

### Principal
- Jeanine Mason como Liz Ortecho: una investigadora biomédica hastiada e hija de inmigrantes indocumentados.[5]
- Nathan Parsons como Max Evans: un líder nato y dedicado sheriff adjunto de Roswell, que ha mantenido su verdadera identidad en secreto durante años.[6]
- Michael Vlamis como Michael Guerin: un alienígena problemático pero brillante que tuvo una infancia traumática y trata de encontrar una manera de escapar de la Tierra.[6]
- Lily Cowles como Isobel Evans-Bracken: una alienígena y abogada, que mantiene su verdadera identidad en secreto al vivir su vida con gracia y entusiasmo.[6]
- Tyler Blackburn como Alex Manes: un veterano militar con una buena cantidad de trauma físico y psicológico. Alex se prepara para abandonar sus sueños y la posibilidad de un futuro con el hombre que ama para sucumbir a las expectativas de su padre.[6]
- Heather Hemmens como Maria DeLuca: la mejor amiga de Liz y Rosa, que es camarera en un salón popular y ajena a la existencia de alienígenas.[6]
- Michael Trevino como Kyle Valenti: un médico y el hijo de la sheriff de la ciudad, que se entera de cosas horribles que han sucedido en el pasado de su familia.[7]
- Trevor St. John como Jesse Manes (temporadas 1-2): el padre de Alex, un sargento mayor con un secreto que ocultar.[8]
- Karan Oberoi como Noah Bracken (temporada 1; invitado: temporada 2): el encantador y devoto marido de Isobel que presiente que su esposa le oculta secretos.[9]
- Amber Midthunder como Rosa Ortecho (temporada 2-presente; recurrente: temporada 1): la hermana mayor de Liz, quien murió en un supuesto accidente automovilístico.[10]

### Recurrente
- Carlos Compean como Arturo Ortecho: el padre de Liz, quien dirige el restaurante Crashdown Cafe.[11]
- Rosa Arredondo como Sheriff Michelle Valenti: la madre de Kyle, que sucedió a su difunto esposo, el sheriff Jim Valenti.[12]
- Peter Diseth como Grant Green (temporada 1) y Graham Green (temporada 2; invitado: temporada 1): un teórico de la conspiración que dirige un podcast sobre la existencia de extraterrestres.[13]
- Matthew Van Wettering como Hank Gibbons (temporada 1): amigo de Wyatt Long con quien comparte sus ideologías racistas.[14]
- Riley Voelkel como Jenna Cameron: compañera adjunta y pareja de Max.[15]
- Dylan McTee como Wyatt Long (temporada 1; invitado: temporada 2): el hermano de una de las chicas que fallecieron junto a Rosa, que guarda rencor contra su familia.[16]
- Sherri Saum como Mimi DeLuca (temporada 2; invitada: temporada 1): la madre de María, que sufre de una enfermedad mental no diagnosticada.[17]
- Kiowa Gordon como Flint Manes (temporada 2; invitado: temporada 1): hermano mayor de Alex Manes que cree en la misión de su padre con respecto a los extraterrestres.[18]
- Alaina Warren Zachary (invitada: temporada 1) y Kayla Ewell (temporada 2; invitada: temporada 1) como Nora Truman: la madre extraterrestre de Michael que fue prisionera del gobierno durante 70 años.[19][20]
- Justina Adorno como Steph (temporada 2): una joven ingeniosa que no tiene miedo de expresar sus opiniones.[21]
- Cassandra Jean Amell como Louise Truman (temporada 2): una extraterrestre que busca refugio en Roswell en 1947.[22]
- Jason Behr[23] como Tripp Manes (temporada 2)
- Gaius Charles como Roy Bronson (temporada 2): un granjero local con una fuerte brújula moral que lo lleva a ver lo bueno en las personas.[24]
- Major Dodge Jr. (niño) y Nicholas Ballas (anciano) como Walt Sanders (temporada 2)
- Christian Antidormi como Forrest Long (temporada 2)
- Bertila Damas como Helena Ortecho (temporada 2)
- Jamie Clayton[25] como Charlie Cameron (temporada 2)
- Cleo Anthony como Diego (temporada 2)
- Tanner Novlan como Gregory Manes (temporada 2-presente)

### Invitado
- Gregory Nye como Andy Manes (temporada 1)[26]
- Phil Duran como Gary Valenti (temporada 1)[27]
- Annacheska Brown como Enfermera Kate
- E.J. Bonilla como Frederico (temporada 1)
- Diane Villegas como Dra. Yolanda Avila (temporada 1): es investigadora en Comunidad Médica de Roswell y jefa de Liz Ortecho.[28]
- Chelsea Edmundson como Lindsay
- Kayleigh Maes como Kate Long (temporada 1): la hermana mayor fallecida de Wyatt Long que murió en un aparente accidente automovilístico con Rosa Ortecho.
- Olivia Taylor como Jasmine Frederick (temporada 1): una de las chicas fallecidas en el aparente accidente automovilístico con Rosa.[29]
- Ryan Begay como Wolf
- Jason Coviello (temporadas 1-2), Zach Rose (temporada 2) y Richard Lippert (anciano, temporada 2) como Harlan Manes
- Claudia Black como Ann Evans: la madre adoptiva de Max e Isobel.[30]
- Sonya Balmores como Arizona (temporada 1): una falsa sanadora que usa símbolo extraterrestre como parte del arte que usa en sus volantes.[31]
- Tenaya Torres como Chiana (temporada 1): la madre de Arizona que le cuenta a Max sobre el símbolo extraterrestre.[32]
- La'Charles Trask como Bert (temporada 2)
- Juan Mendoza Solis como Hector Valenti (temporada 2)
- Sarah Minnich como Blaire (temporada 2)
- David Anders como Travis y Trevor Gunther (temporada 2): un fabricante de botas que ofrece ayuda a Alex y María cuando su auto se descompone.[33]
- Greg Farinelli como Comisario Joe (temporada 2)
- Madison McLaughlin[34] como Iris Sanchez (temporada 2)
- Rebekah Patton como Holly (temporada 2)
- Vic Browder como Sr. Gibbons (temporada 2)
- Glenn Stanton como Harrison (temporada 2)
- Greg Lutz como Mayor Bernhardt (temporada 2)
- Morse Bicknell como Agente Chad Hinkle (temporada 2)
- Nathaniel Augustson como Agente Smith (temporada 2)
- Giancarlo Beltran como Javier (temporada 2)
- Gigi Erneta como Dra. Margot Meyerson (temporada 2)

## Episodios
| Temporada | Temporada | Episodios | Episodios | Emisión original    | Emisión original        |
| Temporada | Temporada | Episodios | Episodios | Primera emisión     | Última emisión          |
| --------- | --------- | --------- | --------- | ------------------- | ----------------------- |
|           | 1         | 13        | 13        | 15 de enero de 2019 | 23 de abril de 2019     |
|           | 2         | 13        | 13        | 16 de marzo de 2020 | 15 de junio de 2020     |
|           | 3         | 13        | 13        | 26 de julio de 2021 | 11 de octubre de 2021   |
|           | 4         | 13        | 13        | 6 de junio de 2022  | 5 de septiembre de 2022 |

### Temporada 1 (2019)
| N.º en serie | N.º en temp. | Título                             | Dirigido por   | Escrito por                                                                      | Fecha de emisión original | Código de prod. | Audiencia (millones) |
| ------------ | ------------ | ---------------------------------- | -------------- | -------------------------------------------------------------------------------- | ------------------------- | --------------- | -------------------- |
| 1            | 1            | «Pilot»                            | Julie Plec     | Guion de: Carina Adly Mackenzie                                                  | 15 de enero de 2019       | T33.01005       | 1,51                 |
| 2            | 2            | «So Much for the Afterglow»        | Tim Andrew     | Eva McKenna & Carina Adly MacKenzie                                              | 22 de enero de 2019       | T48.10102       | 1,21                 |
| 3            | 3            | «Tearin' Up My Heart»              | Geoff Shotz    | Rick Montano & Vincent Ingrao                                                    | 29 de enero de 2019       | T48.10103       | 1,27                 |
| 4            | 4            | «Where Have All the Cowboys Gone?» | Lance Anderson | Sabir Pirzada & Christopher Hollier                                              | 5 de febrero de 2019      | T48.10104       | 1,12                 |
| 5            | 5            | «Don't Speak»                      | Jeffrey Hunt   | Adam Lash & Cori Uchida                                                          | 12 de febrero de 2019     | T48.10105       | 1,14                 |
| 6            | 6            | «Smells Like Teen Spirit»          | Tim Andrew     | Eva McKenna & Carina Adly MacKenzie                                              | 26 de febrero de 2019     | T48.10106       | 0,89                 |
| 7            | 7            | «I Saw the Sign»                   | Paul Wesley    | Miguel Nolla & Christopher Hollier                                               | 5 de marzo de 2019        | T48.10107       | 1,02                 |
| 8            | 8            | «Barely Breathing»                 | Ruba Nadda     | Glenn Farrington & Kamran Pasha                                                  | 12 de marzo de 2019       | T48.10108       | 0,92                 |
| 9            | 9            | «Songs About Texas»                | Shiri Appleby  | Sabir Pirzada & Carina Adly MacKenzie                                            | 19 de marzo de 2019       | T48.10109       | 1,02                 |
| 10           | 10           | «I Don't Want to Miss a Thing»     | Lance Anderson | Rick Montano & Vincent Ingrao                                                    | 26 de marzo de 2019       | T48.10110       | 0,92                 |
| 11           | 11           | «Champagne Supernova»              | Edward Ornelas | Adam Lash & Cori Uchida                                                          | 9 de abril de 2019        | T48.10111       | 0,83                 |
| 12           | 12           | «Creep»                            | Dawn Wilkinson | Steve Stringer & Christopher Hollier                                             | 16 de abril de 2019       | T48.10112       | 0,92                 |
| 13           | 13           | «Recovering the Satellites»        | Julie Plec     | Historia de: Carina Adly Mackenzie Guion de: Eva McKenna & Carina Adly Mackenzie | 23 de abril de 2019       | T48.10113       | 1,03                 |

### Temporada 2 (2020)
| N.º en serie | N.º en temp. | Título                                          | Dirigido por        | Escrito por | Fecha de emisión original | Código de prod. | Audiencia (millones) |
| ------------ | ------------ | ----------------------------------------------- | ------------------- | --- | ------------------------- | --------------- | -------------------- |
| 14           | 1            | «Stay (I Missed You)»                           | Lance Anderson      | Carina Adly MacKenzie                                                                                               | 16 de marzo de 2020       | T48.10201       | 0,75                 |
| 15           | 2            | «Ladies and Gentlemen We Are Floating in Space» | Lance Anderson      | Eva McKenna | 23 de marzo de 2020       | T48.10202       | 0,82                 |
| 16           | 3            | «Good Mother»                                   | Jeffrey Hunt        | Deirdre Mangan & Carina Adly MacKenzie                                                                              | 30 de marzo de 2020       | T48.10203       | 0,63                 |
| 17           | 4            | «What If God Was One of Us?»                    | Shiri Appleby       | Steve Stringer & Christopher Hollier                                                                                | 6 de abril de 2020        | T48.10204       | 0,63                 |
| 18           | 5            | «I'll Stand By You»                             | Kimberly McCullough | Alanna Bennett & Jason Gavin                                                                                        | 13 de abril de 2020       | T48.10205       | 0,67                 |
| 19           | 6            | «Sex and Candy»                                 | Geoff Shotz         | Rick Montano & Vincent Ingrao                                                                                       | 20 de abril de 2020       | T48.10206       | 0,68                 |
| 20           | 7            | «Como La Flor»                                  | Barbara Brown       | Danny Tolli & Carolina Rivera                                                                                       | 27 de abril de 2020       | T48.10207       | 0,76                 |
| 21           | 8            | «Say It Ain't So»                               | Rachel Raimist      | Eva McKenna & Christopher Hollier                                                                                   | 4 de mayo de 2020         | T48.10208       | 0,64                 |
| 22           | 9            | «The Diner»                                     | Aisha Tyler         | Historia de: Steve Stringer & Carina Adly MacKenzie Guion de: Steve Stringer, Alanna Bennet & Carina Adly MacKenzie | 11 de mayo de 2020        | T48.10209       | 0,68                 |
| 23           | 10           | «American Woman»                                | Marcus Stokes       | Rick Montano & Vincent Ingaro & Jason Gavin                                                                         | 18 de mayo de 2020        | T48.10210       | 0,65                 |
| 24           | 11           | «Linger»                                        | Franklin Vallette   | Ariana Quiñónez & Deirdre Mangan                                                                                    | 1 de junio de 2020        | T48.10211       | 0,54                 |
| 25           | 12           | «Crash Into Me»                                 | Joanna Kerns        | Danny Tolli & Carolina Rivera                                                                                       | 8 de junio de 2020        | T48.10212       | 0,66                 |
| 26           | 13           | «Mr. Jones»                                     | Jeffrey Hunt        | Christopher Hollier & Carina Adly MacKenzie                                                                         | 15 de junio de 2020       | T48.10213       | 0,65                 |

### Temporada 3 (2021)
| N.º en serie | N.º en temp. | Título                            | Dirigido por       | Escrito por | Fecha de emisión original | Código de prod. | Audiencia (millones) |
| ------------ | ------------ | --------------------------------- | ------------------ | --- | ------------------------- | --------------- | -------------------- |
| 27           | 1            | «Hands»                           | Lance Anderson     | Carina Adly Mackenzie                                                                                          | 26 de julio de 2021       | T48.10301       | 0,61                 |
| 28           | 2            | «Give Me One Reason»              | Lance Anderson     | Eva McKenna & Deirdre Mangan                                                                                   | 2 de agosto de 2021       | T48.10302       | 0,64                 |
| 29           | 3            | «Black Hole Sun»                  | Aprill Winney      | Eva McKenna & Onalee Hunter-Hughes                                                                             | 9 de agosto de 2021       | T48.10303       | 0,65                 |
| 30           | 4            | «Walk on the Ocean»               | Aprill Winney      | Onalee Hunter-Hughes & Christopher Hollier                                                                     | 16 de agosto de 2021      | T48.10304       | 0,64                 |
| 31           | 5            | «Killing Me Softly With His Song» | Rachel Raimist     | Alanna Bennett & Danny Tolli                                                                                   | 23 de agosto de 2021      | T48.10305       | 0,63                 |
| 32           | 6            | «Bittersweet Symphony»            | Rachel Raimist     | Guion de: Steve Stringer & Leah Longoria & Eva McKenna Historia de: Steve Stringer & Leah Longoria             | 30 de agosto de 2021      | T48.10306       | 0,64                 |
| 33           | 7            | «Goodnight Elizabeth»             | Heather Hemmens    | Guion de: Kristen Haynes & Christopher Hollier & Eva McKenna Historia de: Kristen Haynes & Christopher Hollier | 6 de septiembre de 2021   | T48.10307       | 0,58                 |
| 34           | 8            | «Free Your Mind»                  | Ben Hernandez Bray | Ashley Charbonnet & Joel Anderson Thompson                                                                     | 13 de septiembre de 2021  | T48.10308       | 0,53                 |
| 35           | 9            | «Tones of Home»                   | America Young      | Alanna Bennett & Leah Longoria & Steve Stringer                                                                | 20 de septiembre de 2021  | T48.10309       | 0,47                 |
| 36           | 10           | «Angels of the Silences»          | Laura Petzke       | Danny Tolli & Onalee Hunter-Hughes                                                                             | 27 de septiembre de 2021  | T48.10310       | 0,46                 |
| 37           | 11           | «2 Became 1»                      | Lauren Petzke      | Eva McKenna | 4 de octubre de 2021      | T48.10311       | 0,47                 |
| 38           | 12           | «I Ain't Goin' Out Like That»     | Lance Anderson     | Isabel Nelson & Danny Tolli                                                                                    | 11 de octubre de 2021     | T48.10312       | 0,44                 |
| 39           | 13           | «Never Let You Go»                | Lance Anderson     | Christopher Hollier                                                                                            | 11 de octubre de 2021     | T48.10313       | 0,38                 |

### Temporada 4 (2022)
| N.º en serie | N.º en temp. | Título                        | Dirigido por       | Escrito por                                  | Fecha de emisión original | Código de prod. | Audiencia (millones) |
| ------------ | ------------ | ----------------------------- | ------------------ | -------------------------------------------- | ------------------------- | --------------- | -------------------- |
| 40           | 1            | «Steal My Sunshine»           | Lance Anderson     | Christopher Hollier                          | 6 de junio de 2022        | T48.10401       | 0,43                 |
| 41           | 2            | «Fly»                         | Lance Anderson     | Sarah Tarkoff & Danny Tolli                  | 13 de junio de 2022       | T48.10402       | 0,47                 |
| 42           | 3            | «Subterranean Homesick Alien» | America Young      | Joel Anderson Thompson & Leah Longoria       | 20 de junio de 2022       | T48.10403       | 0,46                 |
| 43           | 4            | «Dear Mama»                   | Ben Hernandez Bray | Ashley Charbonnet & Onalee Hunter-Hughes     | 27 de junio de 2022       | T48.10404       | 0,45                 |
| 44           | 5            | «You Get What You Give»       | Christine Swanson  | Kristen Haynes & Christopher Hollier         | 11 de julio de 2022       | T48.10405       | 0,44                 |
| 45           | 6            | «Kiss From a Rose»            | Michael Grossman   | Sarah Tarkoff & Steve Stringer               | 18 de julio de 2022       | T48.10406       | 0,43                 |
| 46           | 7            | «Dig Me Out»                  | Eric Sherman       | Isabel Nelson & Joel Thompson                | 25 de julio de 2022       | T48.10407       | 0,50                 |
| 47           | 8            | «Missing My Baby»             | Antonio Negret     | Ariana Quiñónez & Danny Tolli                | 1 de agosto de 2022       | T48.10408       | 0,44                 |
| 48           | 9            | «Wild Wild West»              | Michael Trevino    | Leah Longoria & Onalee Hunter Hughes         | 8 de agosto de 2022       | T48.10409       | 0,40                 |
| 49           | 10           | «Down in a Hole»              | Aprill Winney      | Ashley Charbonnet & Sarah Tarkoff            | 15 de agosto de 2022      | T48.10410       | 0,49                 |
| 50           | 11           | «Follow You Down»             | Heather Hemmens    | Steve Stringer & Danny Tolli                 | 22 de agosto de 2022      | T48.10411       | 0,36                 |
| 51           | 12           | «Two Sparrows in a Hurricane» | John Hyams         | Jenny Phillips & Onalee Hunter Hughes        | 29 de agosto de 2022      | T48.10412       | 0,46                 |
| 52           | 13           | «How's It Going to Be»        | Lance Anderson     | Joel Anderson Thompson & Christopher Hollier | 5 de septiembre de 2022   | T48.10413       | 0,37                 |

## Producción

### Desarrollo
El 12 de octubre de 2017, se anunció que The CW estaba desarrollando una serie basado en el libro de Melinda Metz Roswell High. Carina MacKenzie sería productora ejecutiva y escribiría el episodio piloto. Justin Falvey, Darryl Frank, Lawrence Bender y Kevin Kelly Brown se desempeñarían también como productores ejecutivos. El 30 de enero de 2018, se anunció que The CW ordenó el episodio piloto, días después, se anunció que Julie Plec lo dirigiría y sería productora ejecutiva. El 11 de mayo de 2018, The CW ordenó que se desarrollara la serie con el título actual. Además, Chris Hollier se desempeñaría como productor ejecutivo. El 12 de noviembre de 2018, se anunció que la serie se estrenaría el 15 de enero de 2019. El 24 de abril de 2019, The CW renovó la serie para una segunda temporada. Meses después, el 8 de noviembre de 2019, se anunció que la segunda temporada se estrenó el 16 de marzo de 2020. El 7 de enero de 2020, se anunció que la serie fue renovada para una tercera temporada. El 3 de febrero de 2021, la serie fue renovada para una cuarta temporada. El 12 de mayo de 2022, se anunció que la cuarta temporada sería la última.

### Casting
En febrero de 2018, Jeanine Mason fue elegida en el papel protagónico de Liz Ortecho. El 5 de marzo de 2018, se anunciaron varios cástines principales incluyendo a Nathan Parsons como Max, Lily Cowles como Isobel, Michael Vlamis como Michael, Tyler Blackburn como Alex Manes, y Heather Hemmens como Maria. Al día siguiente, se reveló que Michael Trevino interpretaría a Kyle Valenti. A mediados de mes, Trevor St. John fue elegido en el papel principal del sargento mayor Jesse Manes. El último miembro del elenco principal en ser anunciado fue Karan Oberoi como Noah Bracken el 27 de marzo de 2018. El 1 de agosto de 2018, Riley Voelkel fue anunciada en el papel recurrente de Cameron. El 12 de octubre de 2018, Sherri Saum se unió como invitada en el papel de Mimi DeLuca, la madre de Maria Deluca. El 25 de octubre de 2018, Claudia Black se unió como Ann Evans, la madre adoptiva de Isobel y Max. Otros actores que aparecen en la primera temporada son Amber Midthunder como Rosa Ortecho, la hermana fallecida de Liz; Carlos Compean como Arturo Ortecho, el padre de Liz; y Dylan McTee como Wyatt Long, el hermano de una de las chicas que fallecieron junto a Rosa.
El 25 de abril de 2019, se anunció que Amber Midthunder fue ascendida al elenco principal de la segunda temporada como Rosa Ortecho. El 26 de agosto de 2019, Justina Adorno fue elegida en el papel recurrente de Steph, una joven ingeniosa que no tiene miedo de expresar sus opiniones. El 10 de septiembre de 2019, Cassandra Jean Amell fue elegida como recurrente interpretando a Louise, una extraterrestre que busca refugio en Roswell en 1947. El 6 de octubre de 2019, se anunció en la Cómic Con de Nueva York que Gaius Charles y Jason Behr se unieron en papeles recurrentes; Charles como Bronson, un granjero local; mientras que no se reveló al personaje de Behr, quien interpretó a Max Evans en Roswell. El mismo mes, David Anders fue elegido como estrella invitada en el papel de Travis, quien ofrece ayuda a Alex y María; y Jamie Clayton recurriendo como la Agente Grace Powell, quien llega a Roswell para investigar una serie de desapariciones. El 5 de enero de 2020, Carina Adly MacKenzie reveló que Madison McLaughlin aparecería interpretando a un personaje no revelado; y que Helena Ortecho, la madre de Liz, aparecería para «una cena familiar».

### Filmación
La filmación del episodio piloto tuvo lugar en Albuquerque y Santa Fe, Nuevo México. La producción del piloto comenzó el 14 de marzo de 2018, y finalizó el 30 de marzo de 2018. El resto de los episodios de la primera temporada comenzaron a filmarse el 13 de agosto de 2018 en Las Vegas, Nuevo México; Nevada; y Santa Fe, Nuevo México; y finalizaron el 21 de diciembre de 2018. La filmación de la segunda temporada comenzó el 15 de agosto de 2019 en Santa Fe, Albuquerque, Las Vegas y Madrid en Nuevo México, y finalizó el 30 de enero de 2020.

## Recepción

### Recepción crítica
En el sitio web agregador de reseñas Rotten Tomatoes, la primera temporada tiene un índice de aprobación del 55%, basado en 20 reseñas, con una calificación promedio de 6.22/10. El consenso crítico del sitio dice: «Roswell, New Mexico, agrega admirablemente el contexto político moderno a su premisa, pero este reinicio se acerca demasiado a su predecesor como para trascender las trampas de un recauchutado redundante». En Metacritic, la primera temporada tiene un puntaje promedio ponderado de 58 sobre 100, basado en 13 reseñas.

### Reconocimientos
| Año  | Premiación     | Categoría                                    | Nominado(s)         | Resultado | Ref.    |
| ---- | -------------- | -------------------------------------------- | ------------------- | --------- | ------- |
| 2019 | Premios Saturn | Mejor serie de televisión de ciencia ficción | Roswell, New Mexico | Nominado  | [ 165 ] |